# Pancratium trianthum
Pancratium trianthum là một loài thực vật có hoa trong họ Amaryllidaceae. Loài này được Herb. mô tả khoa học đầu tiên năm 1840.